# Stichopogon argenteus
Stichopogon argenteus är en tvåvingeart som först beskrevs av Thomas Say 1823.  Stichopogon argenteus ingår i släktet Stichopogon och familjen rovflugor. Inga underarter finns listade i Catalogue of Life.